# Karmina 2
Pour l’article ayant un titre homophone, voir Carmina.
Série
Karmina
(1996)
Pour plus de détails, voir Fiche technique et Distribution.
Karmina 2 est un film québécois réalisé par Gabriel Pelletier sorti en 2001. Il est la suite du film Karmina sorti en 1996.

## Synopsis
Cinq ans après les événements du premier film, Karmina et sa famille de vampire sont retournés en Transylvanie. Vlad est resté au Québec tout comme Ghislain Chabot. C'est lui qui s'occupe de confectionner la potion qui les rend humain et il l'envoie en Transylvanie. Mais, lorsqu'il vient juste de finir sa recette, sa femme Linda commence à le presser de la transformer en vampire. Ghislain refuse parce que la loi ne lui permet pas. Elle décide donc de mettre un terme à leur relation le laissant dehors, sans potion et sans le grimoire qui contient la recette. Elle est bien décidée à tuer Vlad qui a transformé  son mari en vampire . De son côté, Ghislain trouve refuge chez Vlad où il découvre que celui-ci usurpe son identité pour faire fonctionner un commerce et pour des activités illicites. Julie Cazavant enquête sur ces activités et découvre que Vlad a des relations criminelles avec Proulx. Pendant ce temps, la pénurie de potion se fait sentir en Transylvanie.

## Fiche technique
- Titre original : Karmina 2
- Réalisation : Gabriel Pelletier
- Scénario : Yves Pelletier et Gabriel Pelletier, basé sur Karmina, idée originale de Ann Burke
- Musique : Gaétan Essiambre
- Conception visuelle : Michel Proulx
- Costumes : Denis Sperdouklis
- Maquillage : Nicole Lapierre
- Coiffure : Réjean Forget
- Photographie : Daniel Villeneuve
- Son : Yvon Benoit, Marcel Pothier, Luc Boudrias
- Montage : Gaëtan Huot
- Production : Nicole Robert
- Société de production : Alliance Atlantis Vivafilm et Go Films
- Sociétés de distribution : Alliance Atlantis Vivafilm
- Budget : 3,8 millions $ CA[1]
- Pays d'origine :  Canada
- Langue originale : français
- Format : couleur — son Dolby numérique
- Genre : comédie fantastique
- Durée : 97 minutes
- Dates de sortie :
  - Canada : 4 juillet 2001 (avant-première)[2]
  - Canada : 12 juillet 2001 (première au festival Juste pour rire)
  - Canada : 13 juillet 2001 (sortie en salle au Québec)
  - Canada : 11 décembre 2001 (DVD)
- Classification :
  - Québec : Visa général (Déconseillé aux jeunes enfants)[3]

## Distribution
- Gildor Roy : Ghislain Chabot
- Yves Pelletier : Vladimir « Vlad » Sanguinarz
- Diane Lavallée : Linda Chabot
- Robert Brouillette : Philippe
- Isabelle Cyr : Karmina
- Sylvie Léonard : Julie Casavant, la journaliste
- Julien Poulin : Vincent Proulx
- Michel Courtemanche : Ti-Pit
- France Castel : Esméralda
- Sylvie Potvin : la baronne
- Pierre Collin : le baron
- Macha Limonchik : Pétronia
- Annie Dufresne : Sandra
- Michel Laperrière : l'inspecteur
- Louis Champagne : Norm, le caméraman
- Richard Thériault : le psychiatre
- Gary Boudreault : le voisin
- Marie-Chantal Perron : Nancy
- Isabelle Maréchal : lectrice de nouvelles
- Myriam Bédard : skieuse (caméo)
- Richard Lalancette : petit homme chauve
- Richard Fréchette : restaurateur gastronomique
- Emmanuel Auger : barman